# أندي دولان
أندي دولان (بالإنجليزية: Andy Dolan)‏ (20 أغسطس 1920 بغلاسكو في المملكة المتحدة - 1971 بغلاسكو في المملكة المتحدة) هو مدرب كرة قدم ولاعب كرة قدم بريطاني (وحمل سابقاً جنسية المملكة المتحدة لبريطانيا العظمى وأيرلندا) في مركز مهاجم داخلي. لعب مع ريث روفرز ونادي بوري ونادي ألوا أثليتيك وأكرينجتون ستانلي ‏ ونادي ألبيون روفرز.